# Max Huiberts
Max Edwin Huiberts (* 17. November 1970 in Zwolle) ist ein ehemaliger niederländischer Fußballspieler.

## Karriere
Huiberts erlernte das Fußballspielen in den Niederlanden, er spielte bei CSV '28 Zwolle, FC Zwolle und Roda Kerkrade, bevor er in die Bundesliga zu Borussia Mönchengladbach wechselte. In Mönchengladbach spielte er zwei Jahre, dann wechselte er zum AZ Alkmaar, wo er bis zu seinem Karriereende 2003 spielte.